# Борецький Адальберт Адальбертович
Адальберт Борецький (Войтех Войтехович; 14 листопада 1910 або 14 лютого 1911, Убля, Австро-Угорщина — 12 червня 1990, Кошиці, Словаччина) — українсько-словацький художник, педагог, громадський діяч.

## Біографія
Народився в селі Убля (нині Словаччина) у сім'ї учителя. З юного віку захопився живописом.
Жив у місті Ужгород. У 1927—1931 роках вчився малювання у Адальберта Ерделі та Йосипа Бокшая в Ужгородській публічній художній школі. У 1930-ті роки, вже сформувавшись як творча особистість, увійшов до Товариства діячів образотворчого мистецтва на Підкарпатській Русі, членом якого був у 1935—1939 роках.
Після закінчення Ужгородської вчительської семінарії тривалий час учителював, зокрема, у горожанській школі Великого Бичкова на Рахівщині. У 1945—1948 роках — викладач Ужгородського училища прикладного мистецтва. Сприяв створенню Спілки художників Закарпаття, працював у громадських установах. Член Національної спілки художників України (1946). Пізніше цілком присвятив себе мистецтву. Від 1964 року проживає у місті Кошиці (Словаччина), де у той час жили його близькі родичі.
Активний учасник художніх виставок з 1933 року. Твори Адальберта Борецького експонувалися на Всесвітній виставці в Нью-Йорку (1939). Зберігаються в музеях Ужгорода, Братислави, Будапешта та ін. міст. Персональна виставка митця відбулася 1980 року у місті Пряшеві, Словаччина.
Помер у місті Кошицях.

## Творчість
Працював переважно в галузі пейзажного й жанрового живопису та станкової графіки. Серія малюнків «Народні танці» (1930-ті роки), декоративне панно на будинку Ерделі (1940), «Біля розп'яття» (1943), «Зустріч з гуцулами Червоної Армії», «Страта марамороських патріотів» (1946), серія малюнків «Пори року», «Повернення гуцула-партизана» (1947), «Бокораші» (1948), «На лісопункті» (1952), «Село під горою» (1957), «Хата бабусі» (1963), «Пейзажі Словаччини» (1964—1971), «Рахівська мадонна», «Вітання новонародженого» та ін.